# Mathias Hémardinquer
 (novembre 2023).
Si vous disposez d'ouvrages ou d'articles de référence ou si vous connaissez des sites web de qualité traitant du thème abordé ici, merci de compléter l'article en donnant les références utiles à sa vérifiabilité et en les liant à la section « Notes et références ».
Mathias Hémardinquer (15 février 1822 à Nancy - 8 mai 1875 à Nancy) est un universitaire français.

## Biographie
Fils d’un petit marchand de Nancy, il finit ses études au collège Charlemagne et à l'École normale (L1842), d’où il sort agrégé de lettres suppléant ou volant en 1845. Après ses débuts à Angers, il est rappelé à Charlemagne comme suppléant. 
Ayant laissé des élèves chanter l'air subversif de la Marseillaise (le 9 avril 1850) et refusé de les dénoncer, il est envoyé à Poitiers, malgré les réserves de l’évêque sur ce non-catholique ; il s'y trouve comme tel au centre d’une polémique de presse relayée par L'Univers. Enfin nommé à Nancy, il est chargé d’une classe de rhétorique de 1850 à 1869 et de 1871 à sa mort. Mais sa religion israélite l'empêche d’obtenir un poste d'inspecteur d'académie pour échapper aux classes de soixante élèves.
En 1872, il est reçu docteur ès lettres (thèse : La Cyropédie, essai sur les idées morales de Xénophon, (Prix Montyon) De Apollonii Rhodhii argonauticis). 
Il ne peut obtenir une chaire de faculté sur place, en raison de la priorité accordée aux réfugiés de Strasbourg. 
Il a édité avec des notes : 
- Buffon, Morceaux choisis, 1848 ;
- La Bruyère, Les Caractères, 1849
- Cicéron, Ad M.Brutum Orator, 1886

Son petit-fils Pierre Mathias Hémardinquer (né le 19 mars 1897 à Reims – décédé à Paris le 24 mai 1979) a publié de nombreux ouvrages et articles d’enseignement technique et de vulgarisation dans le domaine de la radio (il inventa la radiotable en 1921), de l'électronique et du cinéma.

## Sources
- Hemardinquer, in Dictionnaire de biographie française Tome XVII (Guéroult-Lapalière - Humann)
- Archives Nationales F17  20940 (et 2795)
- Archives de Paris, Lycée Charlemagne, 704/73/2
- Archives Israélites, Juillet 1850
- L’instruction Publique, 1872, p91